# McDiarmid Park
O McDiarmid Park é um estádio multi-uso localizado em Perth, na Escócia. Pertence ao St. Johnstone F.C. e abriga até 10.673 pessoas.